# Secbutabarbital
Secbutabarbital (INN), auch Butabarbital (USAN), ist ein Barbiturat. Chemisch betrachtet ist es ein Barbitursäure-Derivat. Secbutabarbital wurde 1932 für Eli Lilly and Company patentiert.

## Stereoisomere
Der Arzneistoff ist ein 1:1-Gemisch aus dem (R)-(−)-Enantiomer und (S)-(+)-Enantiomer – also ein (Racemat). Dieses Gemisch wird meist als Natriumsalz eingesetzt.
Secbutabarbital wurde 1932 für Eli Lilly and Company patentiert.

(R)-Stereoisomer
(S)-Stereoisomer

Der Namensbeginn „Secbut“ deutet auf die sekundäre (sec-)Butylgruppe im Molekül hin.

## Synthese
Secbutabarbital wird durch Kondensation von Ethyl-(1-methyl-propyl)-malonsäurediethylester und Harnstoff hergestellt:

Synthese von Butabarbital

## Rechtsstatus
Secbutabarbital ist in der Bundesrepublik Deutschland aufgrund seiner Aufführung in der Anlage 2 BtMG ein verkehrsfähiges, aber nicht verschreibungsfähiges Betäubungsmittel. International fällt Secbutabarbital unter die Konvention über psychotrope Substanzen.